# Coleoxestia nitidissima
Coleoxestia nitidissima là một loài bọ cánh cứng trong họ Cerambycidae.